# 노루목항
노루목항은 경상남도 남해군 삼동면 동천리, 금천마을 인근에 있는 어항이다. 2002년 8월 6일 어촌정주어항으로 지정하여 관리하고 있다. 시설관리자는 남해군수이다.

## 어항 연혁
- 마을을 안고있는 해안선을 따라 곶(串)을 이루는 반도 형태의 나들이가 노루의 머리처럼 생겼다 하여 노루목으로 유래되었다.

## 어항 시설
- 방파제 L=108, B=5.5n, 선착장 L=82m, B=4.8m, 호안 L=460, B=5.5m, 물량장 L=51m, B=24m

## 주요 어종
- 패각류, 도다리, 해삼, 개불, 메기, 게 등